# 신흥중학교 (경기)
신흥중학교(信興中學校)는 대한민국 경기도 동두천시 안흥동에 위치한 사립 중학교이다.

## 학교 연혁
- 1957년 7월 10일 : 신흥농축기술학교 개교
- 1960년 4월 14일 : 학교법인 신흥학원 인가
- 1960년 5월 3일 : 초대 이사장 강신경 목사 취임
- 1961년 2월 28일 : 신흥중학교(3학급) 설립인가, 개교
- 1961년 2월 28일 : 초대 강순경 교장 취임
- 1969년 12월 28일 : 신흥중학교 18학급 증설인가
- 1998년 9월 25일 : 신축교사(27실) 준공
- 1999년 8월 9일 : 신흥중학교 5층 증설
- 2003년 3월 1일 : 제4대 학교법인 신흥학원 강성종 이사장 취임
- 2023년 4월 24일 : 승강기 준공
- 2023년 12월 1일 : 경기 미래형 과학실 완공
- 2024년 1월 5일 : 제61회 졸업(113명, 누계 12,340명)
- 2024년 3월 1일 : 제7대 이창성 교장 취임

## 참고 자료
- 신흥중학교 - 한국교육학술정보원 학교알리미